# Phaonia prisca
Phaonia prisca är en tvåvingeart som beskrevs av Stein 1920. Phaonia prisca ingår i släktet Phaonia och familjen husflugor.
Artens utbredningsområde är New York. Inga underarter finns listade i Catalogue of Life.